# Ginásio Poliesportivo Doutor Antônio Leme Nunes Galvão
O Ginásio Poliesportivo Doutor Antônio Leme Nunes Galvão, mais conhecido como Ginásio do Morumbi, é um ginásio poliesportivo localizado na cidade de São Paulo. O ginásio é utilizado pelo time do São Paulo, para basquetebol, voleibol, handebol, futsal, hóquei, entre outros.

## História
O ginásio poliesportivo, já foi usado para festas de carnaval e outros eventos, foi construído entre 1980 e 1982, com o objetivo de sediar os as competições que o clube viesse à disputar.
O ambiente é tripartido (ginásio: G1, G2 e G3), separado por “cortinas”, com três quadras poliesportivas e arquibancadas para 1.918 pessoas no G1. 
A quadra principal tem acesso mediado por catracas e pode ser aberta ao público para eventos gerais, não meramente sociais. Nele também se encontra o Centro de Preparação Física “Paulo Elysio de Andrade”, inaugurado em 8 de abril de 2006.

### Localização - Região Sudoeste
- Endereço: Rua Erasmo Teixeira de Assunção, Portão 13 (Morumbi) – São Paulo–SP[4]
- Telefone: (11) 3749-8254
- Dias Úteis: das 8h às 18h
- Estacionamento: grátis para sócios